# RTP Açores
RTP Açores (Ràdio i Televisió de Portugal Açores) és el canal autonòmic de la televisió pública portuguesa per a les Açores. Seria l'equivalent a TV3, però adreçat per als Açores, considerada com a regió autònoma de Portugal.
L'emissió es va inaugurar el 1975 via terrestre. L'RTP Açores és doncs un derivat de l'RTPi (RTP Internacional), que s'ha continuat derivant per territoris o regions globals:
- RTP Internacional (per al públic portuguès essencialment europeu)
- RTP África (per al públic portuguès que via Àfrica)
- RTP Madeira (per al públic portuguès que viu a Madeira)